# Estación Chañarcito
Chañarcito fue una estación ferroviaria correspondiente al Longitudinal Norte ubicada en la comuna de Diego de Almagro, en la Región de Atacama, Chile. La estación fue parte de la extensión de las vías entre el sistema de ferrocarriles de la estación Salado-estación Diego de Almagro, lo que posteriormente la conllevó a ser parte del Longitudinal Norte. Actualmente la estación no se encuentra en operaciones.

## Historia
La estación fue parte de los trabajos de extensión iniciados en 1897, con los cuales se procedió a construir una vía de férrea que se extiende desde estación Salado hasta lo que hoy es la estación Diego de Almagro, que incluyó además la construcción de otra vía que se extiende desde la estación Empalme N° 2 —emplazada en el tramo entre las dos estaciones— hacia la estación Inca de Oro. Estas obras terminaron de construirse y fueron entregadas para su uso en 1904.
La estación ya se encontraba operativa para 1916, así como para 1929 y 1958.
No existen servicios que crucen por la estación; solo quedan los cimientos de algunas estructuras.